# Hèrcules
|  | Per a altres significats, vegeu «Hèrcules (desambiguació)». |

|  | Aquest article tracta sobre el semidéu del panteó romà. Si cerqueu el déu grec, vegeu «Hèracles». |

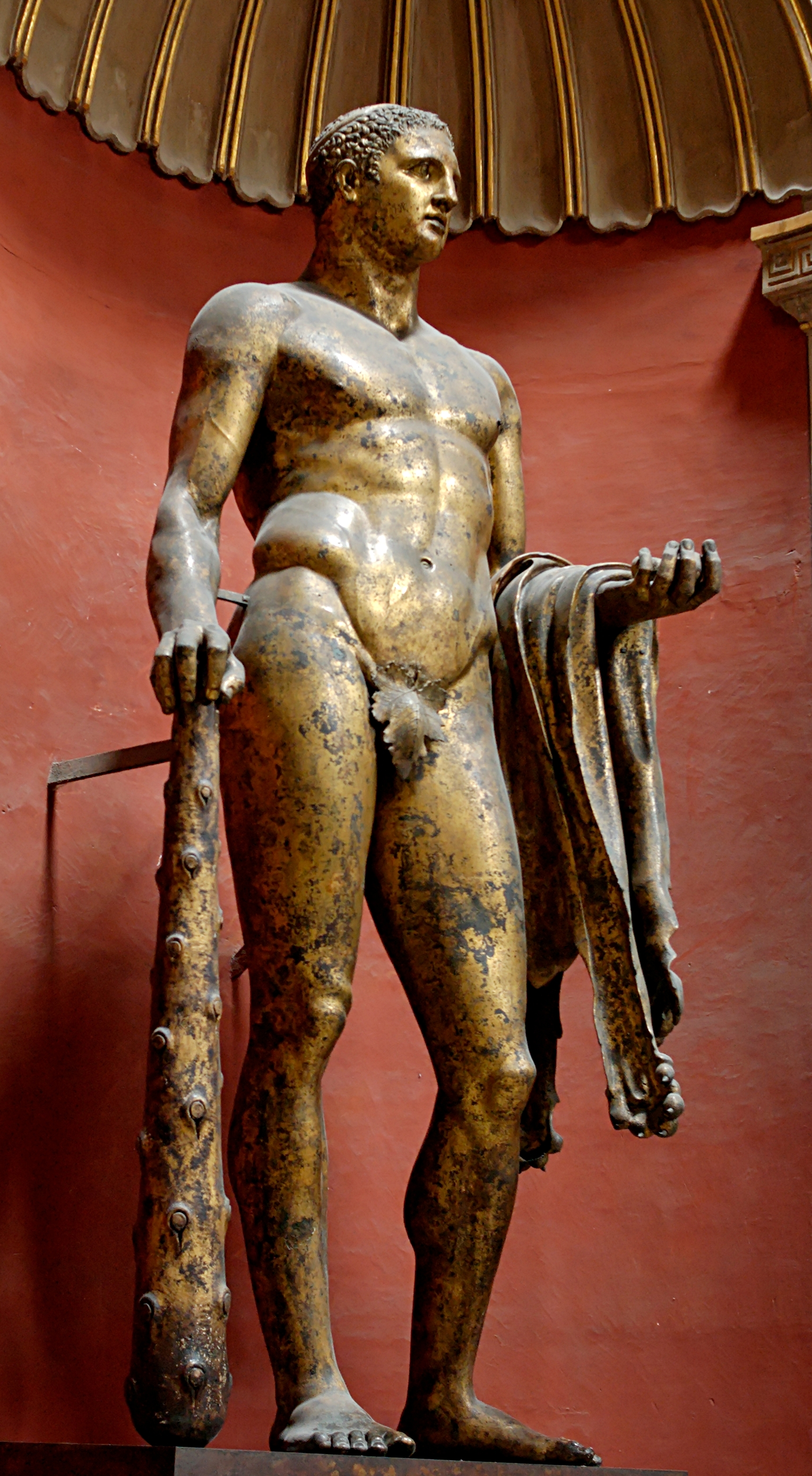
Estàtua dedicada Hèrcules del Teatre de Pompeia.

Hèrcules és el nom a la mitologia romana de l'heroi de la mitologia grega Hèracles, sent una metàtesi del nom grec. Era fill de Júpiter, l'equivalent romà del déu grec Zeus, i la mortal Alcmena. Va dur a terme els dotze treballs d'Hèracles i va ser divinitzat.
Els romans van adoptar la versió grega de la seva vida i treballs sense canvis essencials, però van afegir detalls anecdòtics propis, alguns d'ells relacionant l'heroi amb la geografia del Mediterrani occidental. Els detalls del seu culte també van ser adaptats a Hispània (columnes d'Hèrcules).

## Època romana

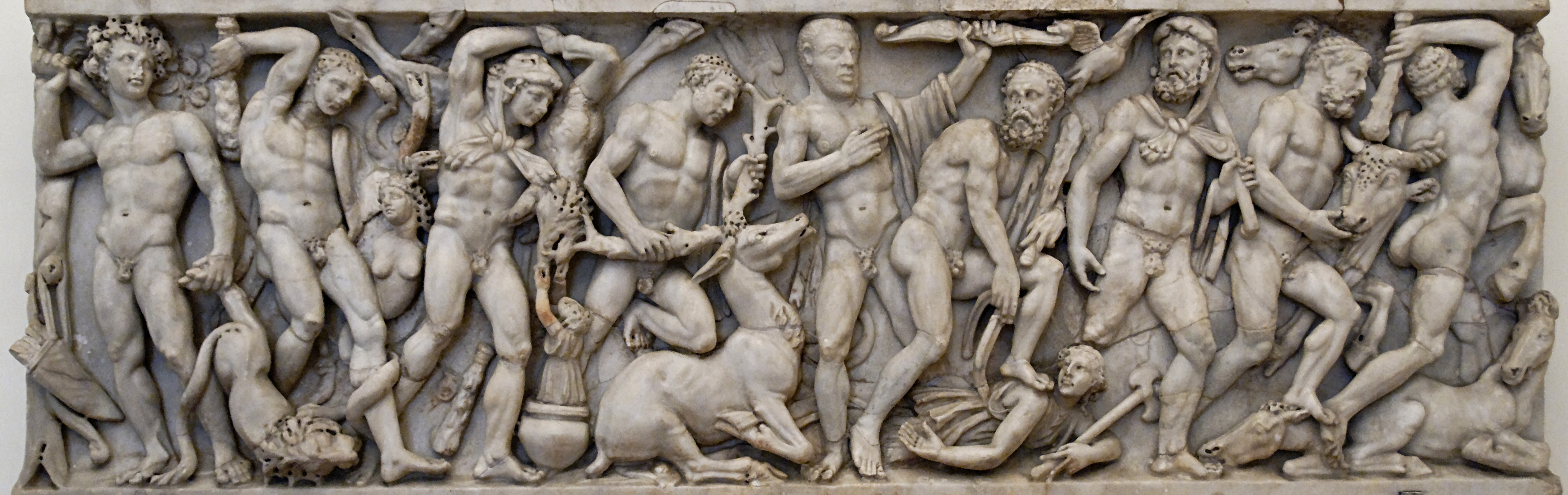
Sarcòfag romà del s. III decorat amb seqüències dels dotze treballs d'Hèrcules.

L'heroi i semidéu grec Hèracles va entrar a la cultura romana principalment a través dels etruscs i fou venerat pels llatins els quals li van construir temples i el van considerar part de la seva pròpia religió i mitologia, fins al punt de ser incorporat a les llegendes sobre la fundació de Roma.

### Introducció en el món romà
Els etruscs veneraven un déu que anomenaven Hercle, paraula que és una metàtesi del nom grec Hèracles. Sembla que el culte entre els romans va passar per dues vies: una a través dels etruscs, on va adoptar el nom llatí d'Hèrcules i l'altra a través de les colònies gregues del sud de la península Itàlica (la Magna Grècia) que, amb el temps van ser conquerides pels romans. Una interjecció bastant comuna en el llatí clàssic va ser: Hercule! o Mehercle! . Dels etruscs s'han conservat algunes estatuetes i miralls de bronze que representaven al déu o escenes de la mitologia; mentre que entre els grecs de les colònies itàliques s'han conservat inscripcions d'antics temples.
En la cultura romana hi havia una sèrie de mites propis sobre aquest personatge, diferents de les llegendes gregues. Una d'aquestes històries és quan Hèrcules va lluitar i va vèncer a Cacus, un monstre que tenia terroritzada la població dels primitius romans, robava les ovelles i s'amagava al turó Palatí. A l'Eneida, el rei Evandre va explicar aquesta història a Enees i li va ensenyar el temple que li havien construït i al qual calia fer un ritual en honor seu cada any.

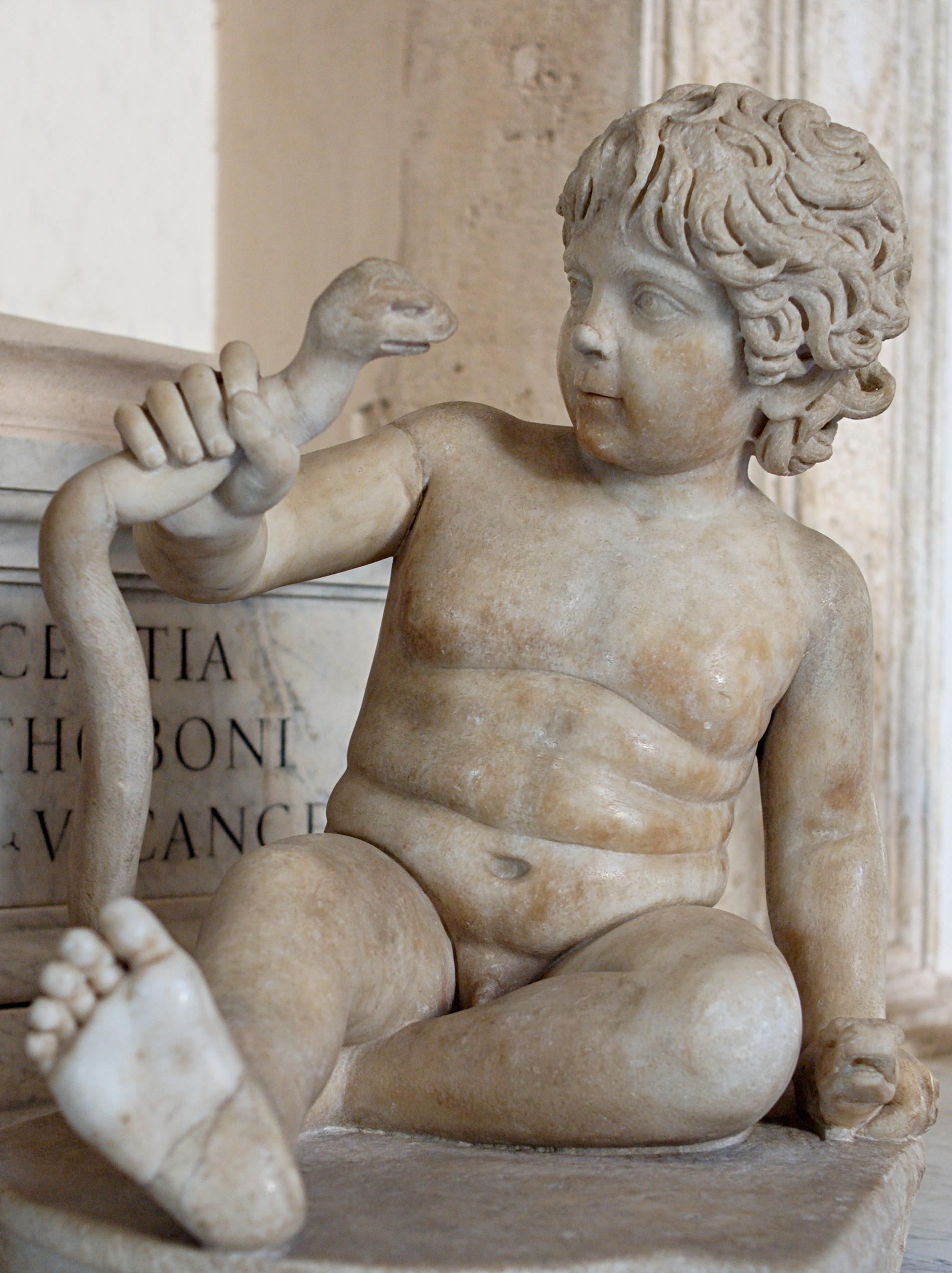
Escultura romana el segle II que representa Hèrcules de nen (Museus capitolins).

Una altra llegenda diu que va tenir un fill amb Rea Sílvia, la princesa d'Alba Longa, al qual van anomenar Aventí i en honor seu li van posar el mateix nom al turó de més al sud de la ciutat de Roma.
L'historiador Dionís d'Halicarnàs deia que Hèrcules era una de les figures venerades pels romans "l'esperit dels quals, un cop havia abandonat els seus cossos mortals, ascendia als cels i obtenia els mateixos honors que els déus". La seva apoteosi es va fer servir com a model per crear el concepte dels emperadors deïficats.
Hèrcules va rebre diferents tipus de veneració, una d'elles com a protector de la infantesa, en part perquè ell va ser un nen precoç ja demostrant a curta edat la seva força sobrehumana, i en part perquè va ser el pare de molts fills. Les núvies romanes duien un cinturó que lligaven amb el "nus d'Hèrcules", que devia ser un nus difícil de desfer o que els donaria molts fills.
A la literatura llatina va estar representat, per exemple en una comèdia de Plaute titulada Amphitryon; Sèneca va escriure una tragèdia titulada Hercules Furens que tractava el tema de la seva bogeria al final dels seus dies. Durant l'Imperi Romà el culte es va estendre als territoris conquerits pels romans, i se li van edificar temples a Hispània i a Gàl·lia. Una altra llegenda deia que Hèrcules va voltar per la península Itàlica perseguint un vedell salvatge (vitulus), contalla que alguns poetes van aprofitar per a canviar de nom la península a Vitulia.
En alguns escrits llatins se suggereix que aquest déu d'origen grec, va substituir un personatge de la mitologia romana, anterior a ell amb el qui compartia el fet de ser pastor i de tenir una força extraordinària que es deia "Recaranus" o "Garanus".
Altres llegendes diuen que Hèrcules va ensenyar que no era correcte fer sacrificis humans als déus, cosa que feien algunes tribus itàliques, com els sabins.

### Temples

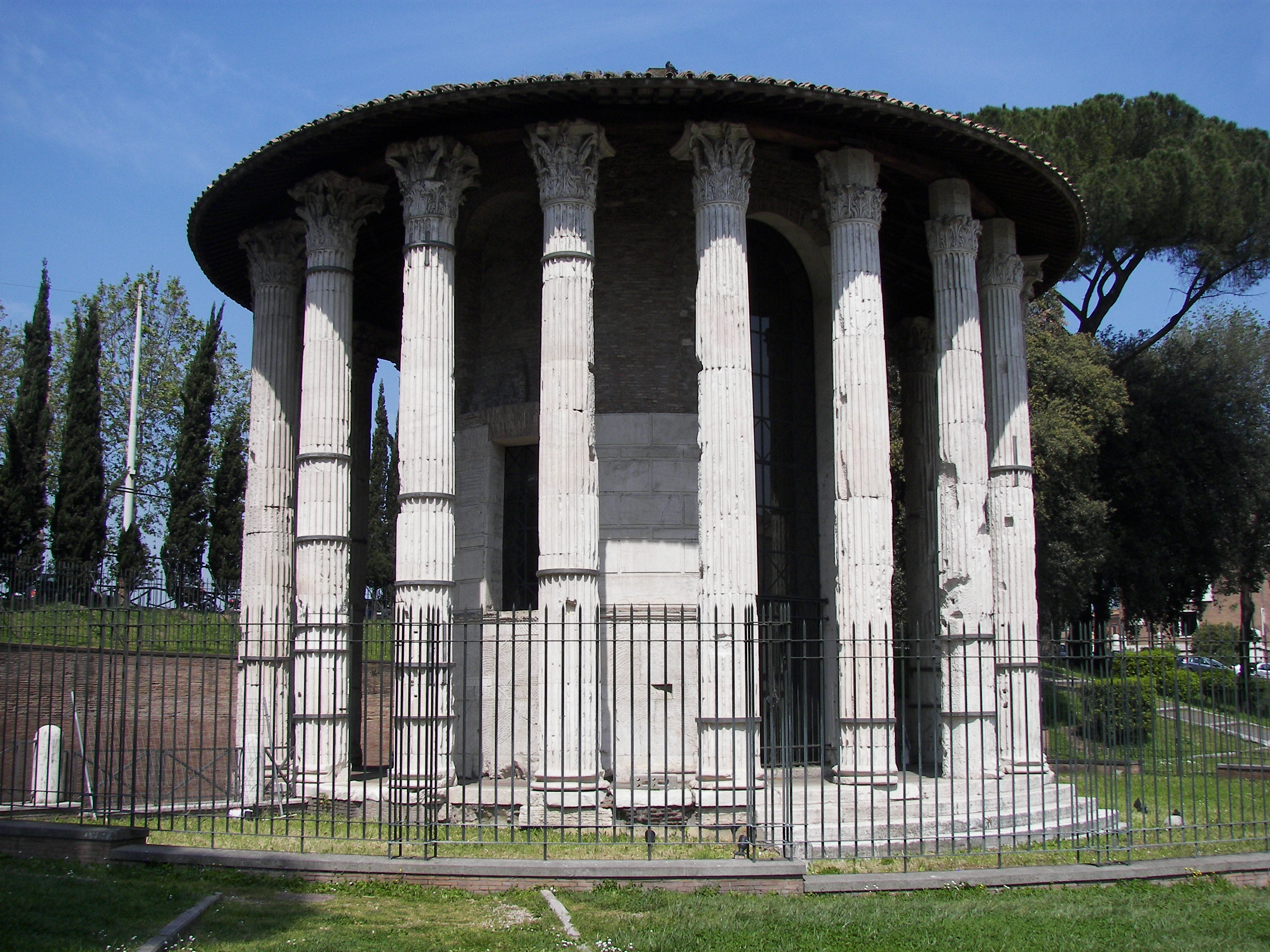
Dels dos temples dedicats a Hèrcules a la ciutat de Roma, el del circ Flamini és l'únic que s'ha conservat.

El temple romà més antic dedicat a Hèrcules podria ser el dedicat a Herculis Invicti Ara Maxima, que Tàcit i Juvenal anomenaven ara maxima (el gran altar) i que se suposa era l'altar esmentat pel rei Evandre. Al voltant del temple es realitzava la compra i venda de bestiar, en record de la llegenda que el feia protector dels pastors vencent a Cacus, i el lloc es va dir Forum Boarium (mercat del bestiar). A prop d'aquest altar hi havia un altre dedicat a la nimfa Carmenta i ja es recorda el seu culte al segle vi aC.
Un altre era el Temple d'Hèrcules Víctor, de forma circular, situat al Circ Flamini. Segons els calendaris antics (fasti), va ser construït per iniciativa de Marc Fulvi Nobílior I, és esmentat en els textos llatins més antics i lloat pel poeta Enni. Fulvi va ser criticat per haver-se enriquit excessivament amb el botí procedent de temples durant les seves campanyes militars. Quan va ser censor, va manar que afegissin un pòrtic a l'existent temple d'Hèrcules, probablement l'anomenat Hercules Magnus Custos («Hèrcules el gran guardià»), que estava a l'àrea del Camp de Mart. Llavors hi va fer traslladar una escultura que representava un grup de muses de la seva col·lecció privada al temple, que més endavant va esdevenir el lloc de culte dels poetes de la ciutat.
Es deia que a Tibur hi havia un altar dedicat a Iuppiter Praestes que havia estat erigit pel mateix Hèrcules durant la seva estada a Itàlia.

### Epítets d'Hèrcules
Per al seu culte, el nom d'Hèrcules es va fer servir acompanyat de diversos epítets:
- Hercules Augustus o Hercules Augusti, que indica la seva invocació com a protector de l'emperador.[19]
- Hercules Invictus («l'invencible»), emprat a l'Ara Maxima, que atorgava força viril i, per tant, les dones estaven excloses de l'entrada al temple;[20] una altra versió d'aquest epítet era la forma Hercules Victor («el victoriós»).[21]
- Hercules Magnus («el gran»), emprat als jocs (ludi) que probablement es van establir com a culte oficial a Hèrcules durant el govern de Sul·la.[22]
- Hercules Musarum, procedent el culte grec Herakles Musagetes, i emprat en el temple el Circ Flamini.[23]
- Hercules Olivarius («el de les oliveres»), inscrit en una estàtua que li van dedicar el gremi de mercaders d'oli d'oliva .[24]
- Hercules Triumphalis («el triomfador»), emprat en la inscripció de l'estàtua al Forum Boarium, la qual era guarnida amb vestimenta pròpia d'un rei (regalia) els dies que a Roma se celebrava un triomf. Aquesta tradició és esmentada per Plini el Vell, el qual atribueix el seu establiment a l'època d'Evandre.[25]

### Celebracions religioses
Normalment el culte a Hèrcules, com a la majoria de déus romans, consistia a sacrificar un animal a l'ara del temple que li estava dedicat, després l'animal es repartia en un àpat comunal en què, en aquest cas, no podien participar les dones. De l'animal sacrificat no podia sobrar res. Macrobi explica que quan Hèrcules portava a pasturar els ramats de Gerió per Itàlia es va trobar una dona que portava un càntir i a la qual va demanar una mica d'aigua, però ella s'hi va negar tot dient que no li era permès perquè aquell dia era la diada en honor de la deessa de les dones, i els homes no podien menjar ni beure res procedent d'una dona. Llavors Hèrcules va nomenar a Potitius i a Pinarius sacerdots d'un nou culte en el qual les dones estarien excloses.
S'ha interpretat que l'esmentada deessa de les dones devia ser Bona Dea. Aquesta relació cal entendre-la més aviat com la d'uns déus complementaris i no adversaris, ja que Hèrcules, Bona Dea i Silvà van tenir un altar compartir erigit a la Regio XIII de la ciutat de Roma. La Bona Dea era una divinitat molt antiga que compartia algunes característiques amb altres deesses, entre elles Ceres, a la qui es retia culte juntament amb Hèrcules cada 27 de desembre, amb el sacrifici d'una truja prenyada, pa, mulsum (una barreja de vi i mel) i vi dolç.
Hèrcules estava entre les divinitats a les quals es va convidar a presidir el primer lectisternium que es va fer a Roma l'any 399 aC.

### Genealogia

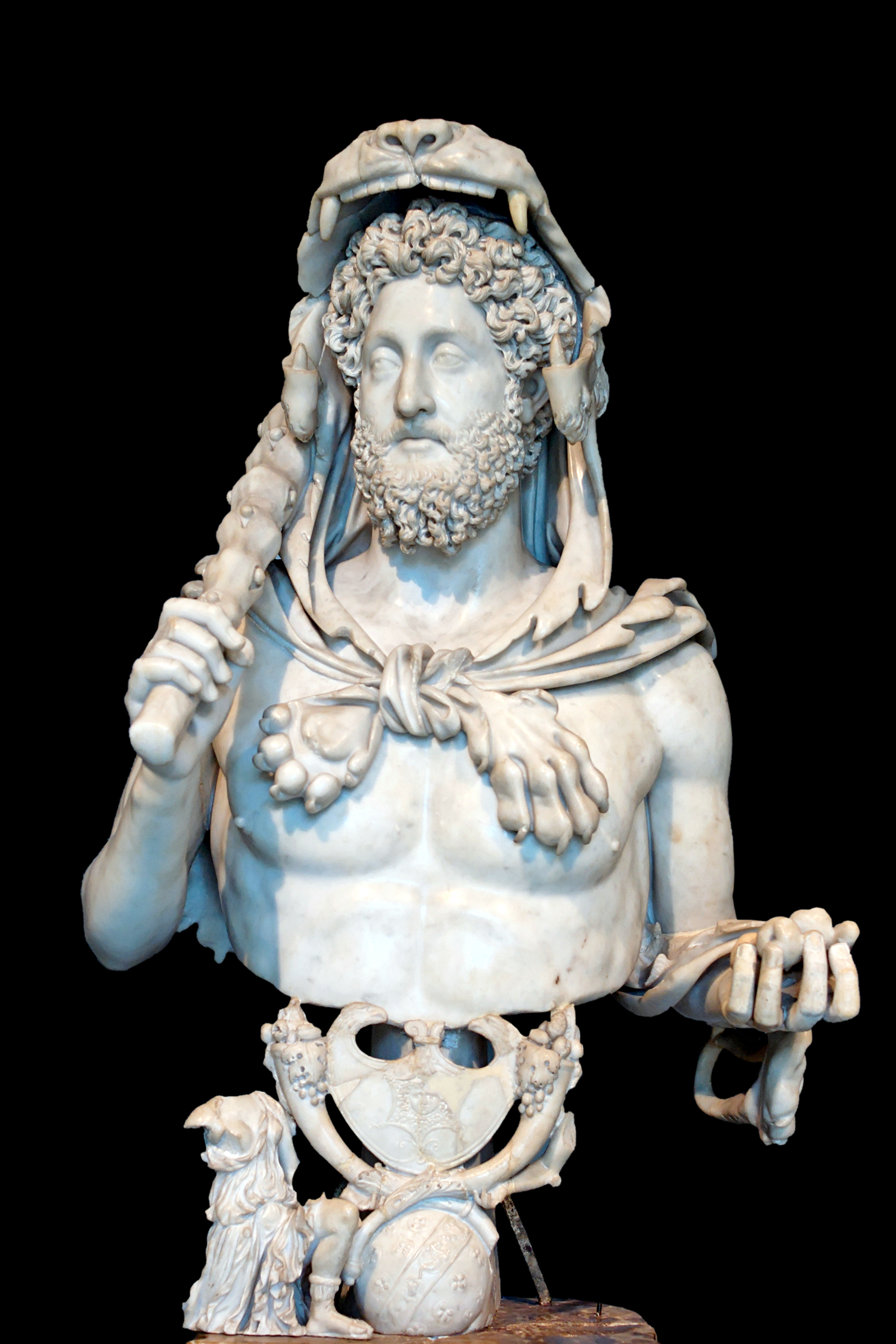
Bust de l'emperador Còmmode amb els atributs d'Hèrcules:el garrot i la pell de lleó.

Algunes famílies romanes (gens) deien ser descendents d'alguns dels personatges mitològics, per exemple els Fabii traçaven el seu arbre genealògic fins a una filla d'Evandre que va tenir relacions amb Hèrcules al pou del seu temple (fovea) i va concebre el primer Fabius.
El culte a Hèrcules a l'Ara Maxima va estar a càrrec de la gens Potícia i de la gens Pinària fins a l'any 312 aC, data a partir de la qual es va transferir a l'Estat i aquest va deixar el treball de cuidar del temple a uns esclaus.
El triumvir Marc Antoni el considerava el seu déu protector, fet que es va repetir més endavant amb l'emperador Còmmode, el qual de vegades es feia retratar adoptant la imatge d'Hèrcules. El 184 dC, Còmmode va fer reanomenar tots els mesos de l'any emprant el seu nom, però un d'ells (entre setembre i octubre) el d'Hèrcules. Aquest canvi va quedar anul·lat a la seva mort el 192.

## Interpretacions modernes
Interpretacions modernes de la llegenda d'Hèrcules el mostren com un heroi savi i amistós. Tal és el cas de moltes de les adaptacions televisives i cinematogràfiques, per exemple la sèrie nord-americana de la dècada de 1990, Hercules: The Legendary Journeys i la pel·lícula Hèrcules. Encara que Hèrcules va ser un campió i un gran guerrer, també era prou murri per fer trampes quan li convenia per sortir-se amb la seva. Va ser cèlebre per haver fet el món segur després d'eliminar molts monstres perillosos. També se'l posava com a exemple per no atacar mai en primer lloc, només per defensar-se o per protegir els indefensos i afligits. El seu sacrifici li va aconseguir l'ascens al Mont Olimp, on va ser rebut pels déus. La seva llegenda perdura, encara que sovint adaptada a les tendències polítiques de l'època.
El personatge d'Hèrcules ha estat adaptat en diverses ocasions al còmic per Marvel Comics als EUA.

### Filmografia sobre Hèrcules
- Le fatiche di Ercole (Hèrcules, 1957).
- Ercole i la Regina di Lidia (Hèrcules i la reina de Lídia, 1959).
- “La venjança d'Hèrcules”, 1960.
- Ercole al centre della Terra (Hercules al centre de la Terra, 1961).
- Ercole contro Roma (Hèrcules contra Roma, 1964).
- Hercules (Hèrcules, 1983).
- Hercules in the Maze of Minotaur  (Hèrcules al laberint del Minotaure, 1994. Telefilm).
- Hercules in the Underworld (Hèrcules en el món subterrani, 1994. Telefilm).
- Hercules and the circle of fire (Hèrcules i el cercle de foc, 1994. Telefilm).
- Hercules and the lost kingdom (Hèrcules i el regne perdut, 1994. Telefilm).
- Hercules and the amazon women (Hèrcules i les amazones, 1994. Telefilm). filtranmore
- Hercules (Hèrcules, 1997. Produïda per Walt Disney Feature Animation).